# 內沃斯多夫湖

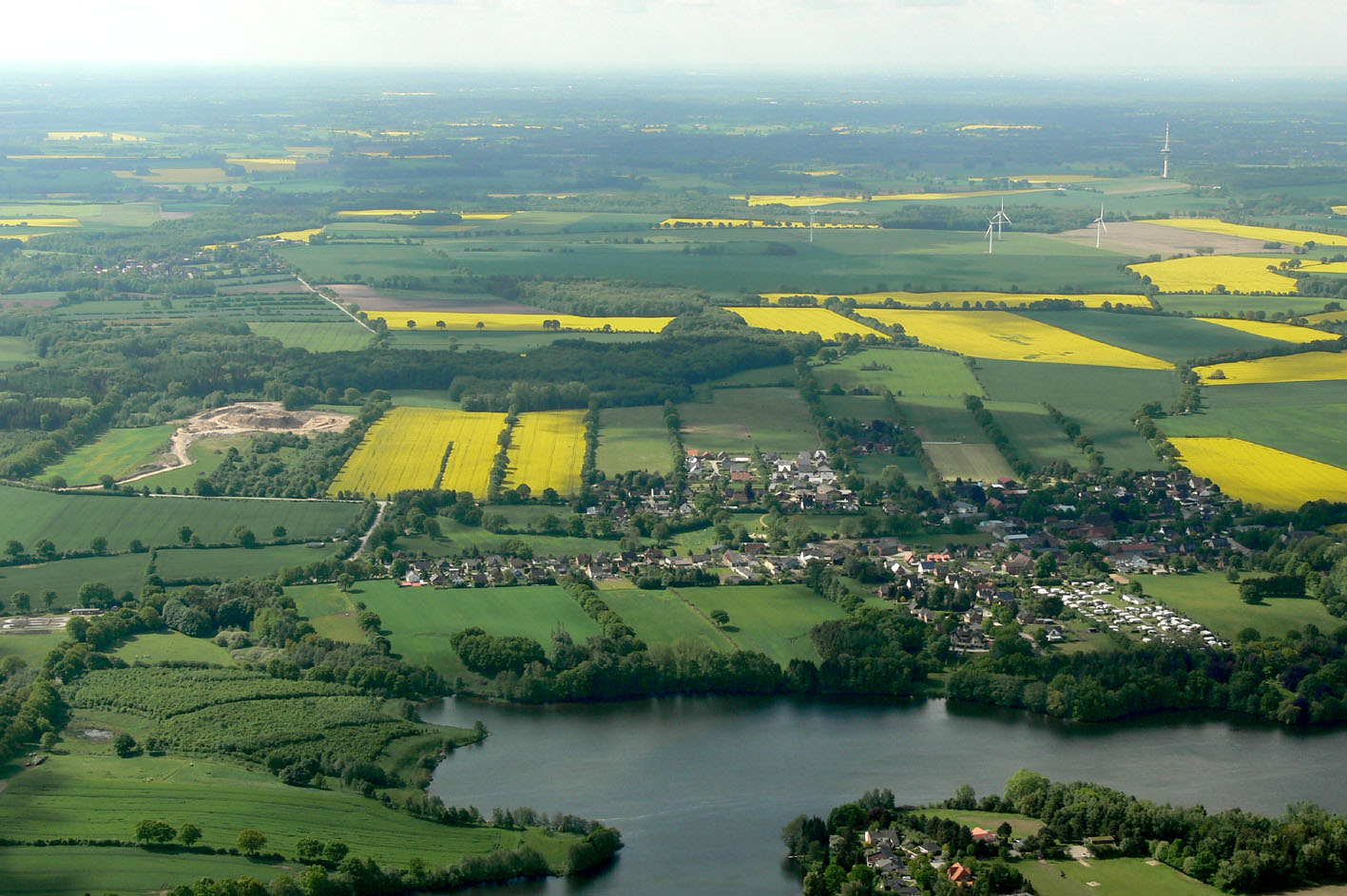

53°52′6″N 10°16′50″E / 53.86833°N 10.28056°E
內沃斯多夫湖（德語：Neversdorfer See），是德國的湖泊，位於該國北部石勒蘇益格-荷爾斯泰因州，由塞格貝格縣負責管轄，面積0.81平方公里，平均水深3.7米，最大水深9.8米，水體容量303萬立方米，湖岸線長度7.8公里。